# 성가족 (책)

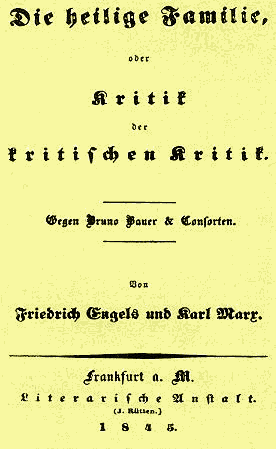

성가족 ( 또는 신성가족 The Holy Family, 독일어: Die heilige Familie )은 카를 마르크스와 프리드리히 엥겔스가 1844년 11월에 쓴 책이다.  책 제목은 바우어 형제와 그들의 지지자들을 비꼬는 표현으로 후에 브루노 바우어는 마르크스와 엥겔스가 자신의 말을 오해했다고 주장했다.

## 번역서
- 신성가족 (이웃, 1990년 1월 23일 )